# O. Wiedemann
Ole Wiedemann (født 17. august 1802 i København, død 27. januar 1886 samme sted) var en dansk præst og politiker.
Wiedemann var søn af skræddermester Jacob Gustav Wiedemann. Han blev student fra Metropolitanskolen i 1820 og cand.theol. i 1825. Han arbejde som kateket i Ringsted fra 1827, sognepræst i Sahl og Ejsing mellem Holstebro og Skive fra 1834, sognepræst i Ebeltoft og Dråby fra 1844, sognepræst i Bregninge og Bjergsted ved Kalundborg fra 1854, og sognepræst i Asminderød, Grønholt og Fredensborg Slotskapel fra 1858. Wiedemann medvirkede til at der blev lavet et kapel i 1866 i Humlebæk der dengang hørte til Asminderød Sogn. Han tog afsked i 1878 og flyttede til København.
Wiedemann var medlem af Folketinget valgt i Randers Amts 5. valgkreds (Ebeltoftkredsen) fra 4. august 1852 til 26. februar 1853. Ved folketingsvalget i 1852 vandt han over kredsens hidtidige folketingsmand L. Oppermann, men stillede ikke op igen ved næste valg eller senere.